# Vela ai Giochi della XXXIII Olimpiade
Le competizioni di vela ai Giochi della XXXIII Olimpiade si sono svolte dal 28 luglio al 8 agosto 2024 presso la marina di Roucas-Blanc di Marsiglia.

## Calendario
| Uomini | IQFoil 49er    | IQFoil 49er    | IQFoil 49er    | 49er    | IQFoil ILCA 7 | ILCA 7 | ILCA 7       | Formula Kite ILCA 7 | Formula Kite ILCA 7 | Formula Kite | Formula Kite | Formula Kite | 4  |
| Uomini | IQFoil 49er    | IQFoil 49er    | IQFoil 49er    | 49er    | 49er          | IQFoil | ILCA 7       | Formula Kite ILCA 7 | Formula Kite ILCA 7 | Formula Kite | ILCA 7       | Formula Kite | 4  |
| Donne  | IQFoil 49er FX | IQFoil 49er FX | IQFoil 49er FX | 49er FX | IQFoil ILCA 6 | ILCA 6 | ILCA 6       | Formula Kite ILCA 6 | Formula Kite ILCA 6 | Formula Kite | Formula Kite | Formula Kite | 4  |
| Donne  | IQFoil 49er FX | IQFoil 49er FX | IQFoil 49er FX | 49er FX | 49er FX       | IQFoil | ILCA 6       | Formula Kite ILCA 6 | Formula Kite ILCA 6 | Formula Kite | ILCA 6       | Formula Kite | 4  |
| Misto  | -              | -              | -              | -       | -             | 470    | 470 Nacra 17 | 470 Nacra 17        | 470 Nacra 17        | 470 Nacra 17 | -            | 470 Nacra 17 | 2  |
| Totale | 0              | 0              | 0              | 0       | 2             | 2      | 0            | 0                   | 0                   | 0            | 4            | 2            | 10 |

|  | Qualificazioni |  | Finale |

## Podi

### Uomini
| Evento                  | Oro                                | Argento                                       | Bronzo                              |
| iQFoil (dettagli)       | Tom Reuveny                        | Grae Morris                                   | Luuc van Opzeeland                  |
| Formula Kite (dettagli) | Valentin Bontus                    | Toni Vodišek                                  | Maximilian Maeder                   |
| Laser (dettagli)        | Matthew Wearn                      | Pavlos Kontides                               | Stefano Peschiera                   |
| 49er (dettagli)         | Spagna Diego Botín Florián Trittel | Nuova Zelanda Isaac McHardie William McKenzie | Stati Uniti Ian Barrows Hans Henken |

### Donne
| Evento                  | Oro                                         | Argento                             | Bronzo                                |
| iQFoil (dettagli)       | Marta Maggetti                              | Sharon Kantor                       | Emma Wilson                           |
| Formula Kite (dettagli) | Ellie Aldridge                              | Lauriane Nolot                      | Annelous Lammerts                     |
| Laser Radial (dettagli) | Marit Bouwmeester                           | Anne-Marie Rindom                   | Line Flem Hoest                       |
| 49er FX (dettagli)      | Paesi Bassi Odile van Aanholt Annette Duetz | Svezia Vilma Bobeck Rebecca Netzler | Francia Sarah Steyaert Charline Picon |

### Misti
| Evento              | Oro                                | Argento                                 | Bronzo                                     |
| 470 (dettagli)      | Austria Lara Vadlau Lukas Mähr     | Giappone Keiju Okada Miho Yoshioka      | Svezia Anton Dahlberg Lovisa Karlsson      |
| Nacra 17 (dettagli) | Italia Ruggero Tita Caterina Banti | Argentina Mateo Majdalani Eugenia Bosco | Nuova Zelanda Micah Wilkinson Erica Dawson |

## Medagliere
| Pos.   | Paese         | Oro | Argento | Bronzo | Totale |
| ------ | ------------- | --- | ------- | ------ | ------ |
| 1      | Paesi Bassi   | 2   | 0       | 2      | 4      |
| 2      | Austria       | 2   | 0       | 0      | 2      |
| 2      | Italia        | 2   | 0       | 0      | 2      |
| 4      | Australia     | 1   | 1       | 0      | 2      |
| 4      | Israele       | 1   | 1       | 0      | 2      |
| 6      | Gran Bretagna | 1   | 0       | 1      | 2      |
| 7      | Spagna        | 1   | 0       | 0      | 1      |
| 8      | Francia       | 0   | 1       | 1      | 2      |
| 8      | Nuova Zelanda | 0   | 1       | 1      | 2      |
| 8      | Svezia        | 0   | 1       | 1      | 2      |
| 11     | Argentina     | 0   | 1       | 0      | 1      |
| 11     | Cipro         | 0   | 1       | 0      | 1      |
| 11     | Danimarca     | 0   | 1       | 0      | 1      |
| 11     | Giappone      | 0   | 1       | 0      | 1      |
| 11     | Slovenia      | 0   | 1       | 0      | 1      |
| 16     | Norvegia      | 0   | 0       | 1      | 1      |
| 16     | Perù          | 0   | 0       | 1      | 1      |
| 16     | Singapore     | 0   | 0       | 1      | 1      |
| 16     | Stati Uniti   | 0   | 0       | 1      | 1      |
| Totale | Totale        | 10  | 10      | 10     | 30     |